# Jewgeni Afinejewski

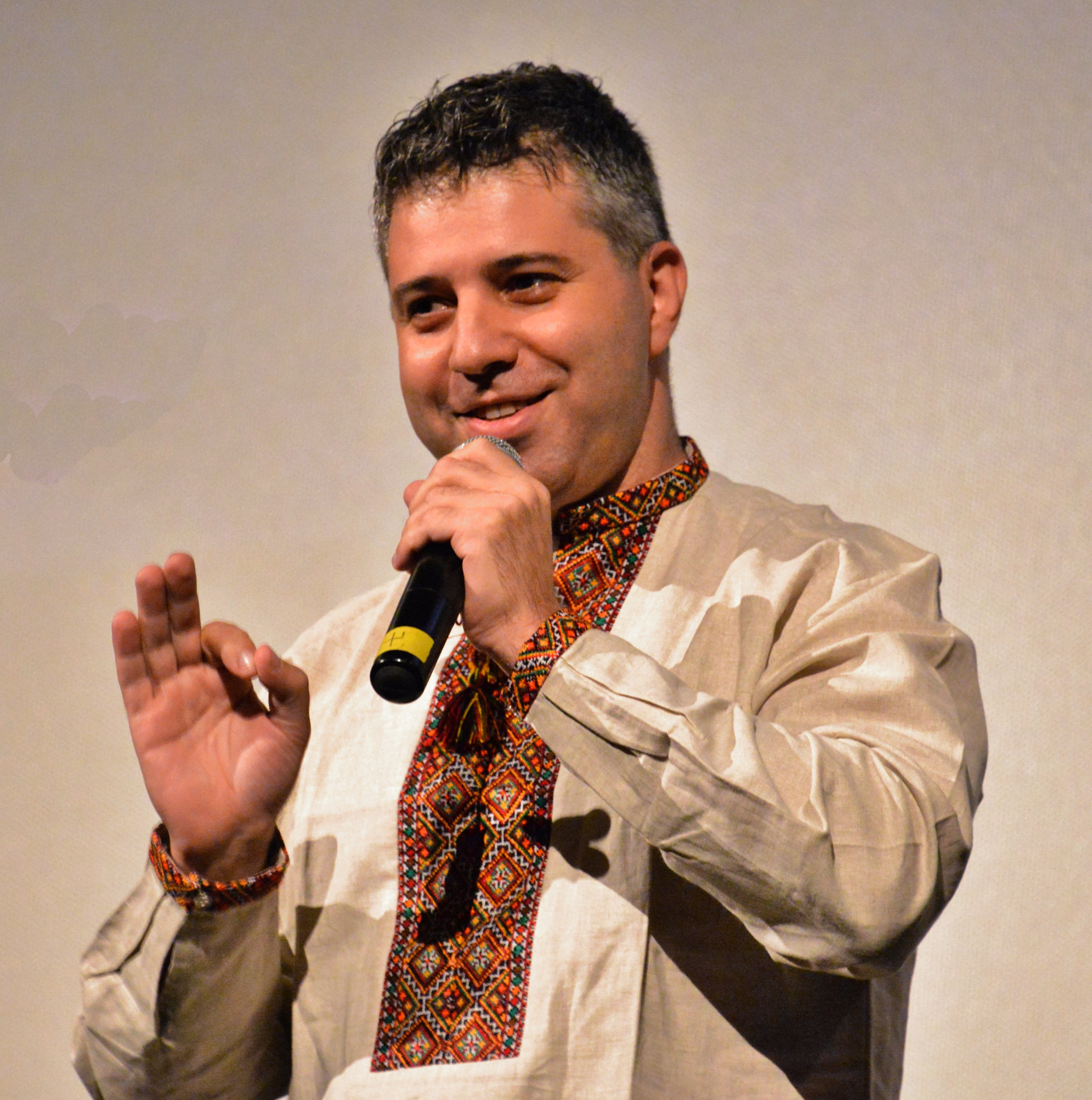
Jewgeni Afinejewski, 2015

Jewgeni Afinejewski (hebräisch יבגני אפינייבסקי; russisch Евгений Афинеевский, engl. Transliteration: Evgeny Afineevsky; * 21. Oktober 1972 in Kasan) ist ein sowjetisch-israelisch-amerikanischer Regisseur und Produzent.

## Leben
Jewgeni Afinejewski wuchs in der Sowjetunion auf und begann schon als Teenager, Dokumentarfilme zu drehen. Nach seinen ersten Erfolgen in der Sowjetunion zog er 1991, mit 17 Jahren, nach Israel. Dort produzierte er vor allem Operetten wie die Fledermaus und den Zigeunerbaron. In London folgten Produktionen der Agatha-Christie-Klassiker Die Mausefalle (1997 bis 1999) und Spider’s Web (1999). Parallel dazu stieg Afinejewski ins Fernsehgeschäft ein und produzierte den Film Days of Love für das israelische Fernsehen. Hier führte er auch zum ersten Mal Regie. Er gründete außerdem mehrere Filmproduktionsfirmen, unter anderem Octava und FilmWorld International.
1999 ging er nach Los Angeles und hob zusammen mit Menahem Golan die Filmproduktionsgesellschaft New Cannon als Nachfolgerin von Cannon Films aus der Taufe. Schon ein Jahr später trennten sich die Wege der beiden wieder. Zu seinen bekanntesten Produktionen zählen Death Game (2001), Crime and Punishment – Du sollst nicht töten (2002) und Return from India (2002).
2009 erschien die romantische Komödie Oy Vey! My Son Is Gay!! (Regie, Drehbuch und Produktion). 2014 folgte mit Divorce: A Journey Through the Kids' Eyes ein Dokumentarfilm. Beide Filme wurden beim New York International Independent Film & Video Festival ausgezeichnet. Afinejewskis größter Erfolg ist der Dokumentarfilm Winter on Fire: Ukraine’s Fight for Freedom von 2015, der sich mit dem Euromaidan beschäftigt. Dieser Film wurde als „Bester Dokumentarfilm“ für den Oscar 2016 nominiert.
2023 erhielt er einen Cinema for Peace Ehrenpreis.

## Filmografie (Auswahl)
- 1999: Days of Love (Fernsehfilm)
- 2009: Oy Vey! My Son Is Gay!! (Komödie)
- 2014: Divorce: A Journey Through the Kids' Eyes (Dokumentarfilm)
- 2015: Winter on Fire: Ukraine’s Fight for Freedom (Dokumentarfilm)
- 2015: Pray for Ukraine (Dokumentarfilm)
- 2020: Francesco (Dokumentarfilm über Papst Franziskus)[4]